# المجزاع (خنفر)

تعديل مصدري - تعديل

المجزاع هي إحدى قرى عزلة جعار بمديرية خنفر التابعة لمحافظة أبين، بلغ تعداد سكانها 65 نسمة حسب تعداد اليمن لعام 2004.